# Comarapa
Comarapa és una ciutat de Bolívia, capital de la província de Manuel María Caballero en el departament de Santa Cruz. Té una superfície de 3.271,03 km².